# Duma Estatal do Império Russo

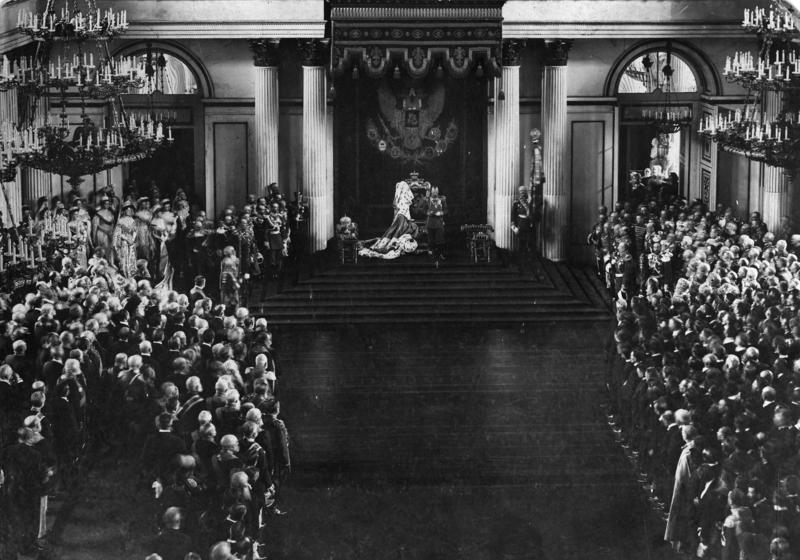
Czar Nicolau II discursando antes das duas camâras (1906).

Duma Estatal do Império Russo foi uma assembleia legislativa do final do Império Russo. Foi convocada quatro vezes.
Sob a pressão da Revolução Russa de 1905, em 6 de agosto de 1905, Sergei Witte apontado por Nicolau II para conduzir as negociações de paz com o Japão, emitiu um manifesto sobre a convocação da Duma, inicialmente pensada para ser um órgão consultivo. No subsequente Manifesto de Outubro, o czar prometeu introduzir liberdades civis básicas, proporcionadas por ampla participação da Duma Estatal, e favorecimento dela com controle e poder legislativo. A Duma Estatal era a Casa Menor do parlamento, e o Conselho de Estado da Rússia Imperial era a Casa Maior.
Entretanto, Nicolau II estava determinado a conservar o seu poder autocrático. Pouco antes da criação da Duma, em maio de 1906, o czar lançou as Leis Fundamentais, que determinavam em parte que os ministros do czar não podiam ser apontados e não eram responsáveis com a Duma. O poder executivo assim, recusava um governo responsável. Ademais, o czar tinha o poder de dissolver a Duma e anunciar novas eleições quando quisesse.
As eleições para a Primeira Duma  que se realizaram entre abril e junho de 1906, e o resultado foi um significativo bloco de socialistas moderados e partidos liberais, que exigiam mais reformas. Por essa razão, era chamada ocasionalmente "a Duma da raiva pública".  Sergei Muromtsev, Professor de Leis da Universidade de Moscou, foi eleito Presidente. Devido as tensões crescentes entre a Duma e os ministros de Nicolau II (proeminentemente Goremykin), a assembléia foi dissolvida em dez semanas. Frustrados, membros do partido liberal 'Cadetes' tentaram o 'Apelo Vyborg', que terminou em sua prisão e exclusão das futuras eleições para a Duma. Isso pavimentou o caminho para a composição da segunda Duma.
A Segunda Duma (fevereiro de 1907 a junho de 1907) teve igualmente uma vida curta. Os Sociais Democratas e Sociais Revolucionários conquistaram 188 deputados, junto com os membros da direita, o que significou maiores conflitos com a Duma e com o czar. Em maio, policiais encontraram uma reunião de soldados estacionados em Petersburgo com membros da fração RSDLP da Duma. Em 1 de junho de 1907, o primeiro ministro Pyotr Stolypin acusou os sociais democratas de prepararem um levante armado, exigiu que a Duma excluísse 55 social-democratas das sessões da Duma e privou 16 deles da imunidade parlamentar. Quando esse ultimato foi rejeitado pela Duma, esta foi dissolvida em 3 de junho por um decreto do czar.
O czar negava que queria se livrar do sistema da Duma Estatal, apesar de seus problemas. Ao invés de usar seu poder emergencial, o primeiro ministro Pyotr Stolypin mudou a lei eleitoral e a eleição teve um grande número de votos de proprietários de terras e de donos de posses na cidade. Isso garantiu que a Terceira Duma fosse dominada pela alta burguesia, donos de terras e empresários.
Entre 1907 e 1912, a dominação  Outubrista na Terceira Duma continuou o seu curso. Sendo mais orientados em relação às posições conservadoras, esta Duma foi capaz de completar o prazo de cinco anos. Apesar dos Bolcheviques mais tarde rejeitarem as últimas Dumas por serem "carimbos da polícia do governo", a Terceira Duma, através de ligações com Stolypin e tentativas de ação, conseguiu provocar uma sucessão de reformas (incluindo um seguro para os trabalhadores industriais). O assassinato de Stolypin e o crescimento de políticas reacionárias do czar e de de seu Conselho de Estado diminuíram a importância da Terceira Duma.
Durante a Revolução de Fevereiro de 1917, um grupo de membros da Duma formaram o Comitê Provisório enviando comissários para assumir o comando de ministérios e outras instituições governamentais, demitindo os ministros apontados pelo czar, e mais tarde formando um Governo Provisório que deveria governar até a Assembléia Constituinte Russa, a ser eleita, determinar a forma de governo na Rússia.

## Assentos mantidos nas Dumas Imperiais
| Partido                           | Primeira Duma     | Segunda Duma      | Terceira Duma     | Quarta Duma       |
| --------------------------------- | ----------------- | ----------------- | ----------------- | ----------------- |
| Partido Operário Social-Democrata | 18 (Mencheviques) | 47 (Mencheviques) | 19 (Bolcheviques) | 15 (Bolcheviques) |
| Partido Socialista Revolucionário | -                 | 37                | -                 | -                 |
| Partido Trabalhista               | 136               | 104               | 13                | 10                |
| Partido Progressista              | 27                | 28                | 28                | 41                |
| Partido Constitucional Democrata  | 179               | 92                | 52                | 57                |
| Grupos Nacionais Não-Russos       | 121               | -                 | 26                | 21                |
| Partidos de Centro                | -                 | -                 | -                 | 33                |
| Partido Outubrista                | 17                | 42                | 154               | 95                |
| Nacionalistas                     | 60                | 93                | 26                | 22                |
| Direita                           | 8                 | 10                | 147               | 154               |

## Presidentes da Duma Estatal do Império Russo
- A Primeira Duma: Sergei Muromtsev (Partido Constitucional Democrata) 1906
- A Segunda Duma: Feodor Golovin (Partido Constitucional Democrata) 1907
- A Terceira Duma: Nikolay Chomiakov (Partido Outubrista) 1907-1910
- A Terceira Duma: Alexander Guchkov (Partido Outubrista) 1910-1911
- A Terceira Duma/A Quarta Duma: Mikhail Rodzyanko (Partido Outubrista) 1911-1917